# Relations internationales de la Wallonie et de Bruxelles
 (juillet 2008).
Si vous disposez d'ouvrages ou d'articles de référence ou si vous connaissez des sites web de qualité traitant du thème abordé ici, merci de compléter l'article en donnant les références utiles à sa vérifiabilité et en les liant à la section « Notes et références ».
Les relations internationales de la Wallonie et de Bruxelles concernent la Région wallonne et la Communauté française de Belgique, soit l'institution regroupant les Bruxellois francophones et l'essentiel de la Wallonie hormis la Communauté germanophone de Belgique qui, en raison de sa petite taille (70 000 habitants), a cependant choisi de travailler en synergie avec ces administrations wallonnes et/ou francophones.
Le principe constitutionnel belge est que les compétences internes des Régions se prolongent sur la scène internationale. Les régions sont responsables en propre des aspects concernant la culture, l'enseignement, la jeunesse, le tourisme, le logement et l'aménagement du territoire. Elles sont responsables avec un ministre fédéral assesseur des domaines de l'énergie et de la recherche. Les autres compétences relèvent de l'état belge avec un ministre régional assesseur dans certains cas.

## Compétences en matières de signature et ratification des traités
Le principe constitutionnel belge est que les compétences internes des Régions se prolongent sur la scène internationale, ce que le juriste Charles-Étienne Lagasse commente et justifie comme suit pour les entités fédérées: il n'eût pas été cohérent (…) que leur autonomie s'arrêtât à leurs frontières, d'autant moins que la vie des États s'inscrit chaque jour davantage dans un contexte international Les entités fédérées disposent du prolongement international de leurs compétences et les compétences sont attribuées en bloc : dès lors qu’une matière est confiée à une entité fédérée, l’échelon fédéral n’a plus à en connaître. Les régions sont donc compétentes pour signer les traités dans les domaines de leur compétence:
| Cas I Représentation fédérale exclusive | Cas II Ministre entité fédérée, assesseur | Cas III Ministre entité fédérée avec ministre fédéral assesseur | Cas IV Ministre entité fédérée seul |
| affaires générales                      | agriculture/pêche                         |                                                                 |                                     |
| écofin                                  | marché intérieur                          |                                                                 | culture/enseignement                |
| budget                                  | santé/énergie                             |                                                                 | tourisme/jeunesse                   |
| justice                                 | télécommunication                         | énergie                                                         | logement                            |
| consommation, développement             | environnement, transports, social         | recherche                                                       | aménagement du territoire           |

Les seules limites à la capacité des régions de signer des traités internationaux sont au nombre de quatre:
- lorsque la Belgique n'a pas reconnu la partie cocontractante
- lorsqu'elle n'entretient pas de relations avec l'État concerné
- lorsque les relations diplomatiques avec cet État ont été rompues, suspendues ou compromises gravement
- lorsque le traité envisagé est en opposition avec les obligations internationales de la Belgique.

Le 27 avril 2016 le Parlement de Wallonie vote une résolution par 44 voix contre 22 demandant au gouvernement wallon de ne pas accorder les pleins pouvoirs au gouvernement fédéral belge pour ratifier le CETA traité de libre-échange avec le Canada. Après le Brexit, le Financial Times s'inquiète des difficultés que pourrait comporter cette disposition du fédéralisme belge dans le cadre des accords à passer avec l'Union européenne.

## La présence au sein du Conseil des ministres européens
Les régions siègent au Conseil des ministres européens, comme par exemple en matière agricole, les ministres wallon et flamand de l'agriculture siègent alors alternativement. Avant que la réunion du Conseil n'ait lieu ils se concertent sur la position que l'un ou l'autre présentera. En cas d'accord sur la position à défendre entre les deux ministres, celui-ci est défendu dans les instances européennes comme étant la position de la Belgique. En cas de désaccord, le ministre de la Région wallonne ou de la Région flamande, s'abstient. Dans la pratique, on connaît très peu de cas où une position n'ait pas pu être définie.[réf. nécessaire] Dans les faits aussi, les responsables de la Fédération wallonne de l'agriculture signalent que les personnalités impliquées ne suivent pas un agenda strict (par exemple, ils ne vont pas alternativement au conseil : ils se mettent d'accord entre eux sur celui défendra le dossier en fonction de leurs aptitudes personnelles. C'est ainsi que dans la législature précédente, Sabine Laruelle, ancienne responsable de la Fédération wallonne de l'agriculture, demeurée en quelque sorte nominativement ministre fédérale belge de l'agriculture, en dépit de ses compétences très restreintes en matière agricole (elles ne concernent plus que le contrôle de la chaîne alimentaire), a pu souvent siéger à l'Europe en lieu et place des ministres régionaux et avec leur accord.
En réalité les ministres des entités fédérées quoique agissant en tant que tels sont considérés comme représentant également toute la Belgique. 
Des principes analogues régissent la manière dont les régions sont représentées dans les instances internationales comme l'UNESCO, l'Organisation des Nations unies, l'Organisation internationale de la francophonie, etc. L'unicité du siège de la Belgique dans ces institutions n'est pas mise en cause, mais dans les domaines de leurs compétences les entités fédérées « se concertent entre elles pour harmoniser leurs vues et déterminer laquelle s'exprimera ou votera au nom de la Belgique ».

## Les accords bilatéraux
Référence générale
La politique extérieure de la Wallonie et de la Communauté Wallonie-Bruxelles, sans se limiter à cela, donne une priorité au monde de la Francophonie et à une coopération avec les régions et pays frontaliers. La région Wallonne est représentée dans le monde par dix-sept Délégations: deux en Amérique du Nord, Bâton-Rouge et Québec, une en Amérique latine à Santiago du Chili, cinq en Afrique, Tunis, Rabat, Dakar, Kinshasa, Alger, une en Asie à Hanoï, sept en Europe à Varsovie, Bucarest, Berlin, Prague, Genève, l'Union européenne et à Paris.

### En Europe
La Wallonie participe en tant que Région, par exemple dans le programme transfrontalier INTERREG IV A baptisé aussi Grande Région qui remplace les programmes interreg précédents.
Le nouveau programme rassemble : la Région wallonne, la Communauté Wallonie-Bruxelles et la Communauté germanophone de Belgique, le Grand-Duché de Luxembourg, le ministère de l'Économie, des Transports, de l'Agriculture et de la Viticulture du Land de Rhénanie-Palatinat, le ministère de l'Économie et de la Recherche du Land de Sarre, la préfecture de la région Lorraine, le conseil régional de Lorraine, les conseils généraux de la Meuse, de la Meuse et de Meurthe-et-Moselle. Ce programme bénéficie d’une enveloppe globale de 106 millions d’euros de crédits du Fonds européen de développement régional (FEDER) et vise à renforcer la coopération au niveau transfrontalier par des initiatives conjointes locales et régionales entre partenaires issus des territoires qui composent la Grande Région.
- Allemagne

L'accord culturel entre le Royaume de Belgique et la République fédérale d’Allemagne de 1956 est toujours en vigueur et honoré par la Communauté Wallonie-Bruxelles. 
Les axes principaux de la politique en Allemagne sont: la place des régions dans l’Europe, la promotion de la langue et de la littérature dans les universités, la coopération pédagogique, l’affirmation de l’existence de la Grande Région sur le plan international. Ceux-ci sont développées au travers des coopérations avec la Rhénanie-du-Nord-Westphalie (signés en 1990) et la Rhénanie-Palatinat.
La Délégation Wallonie-Bruxelles est installée à l’ambassade de Belgique. Des bureaux économiques et commerciaux ont été ouverts à Aix-la-Chapelle Cologne Hambourg Munich et Stuttgart. 
- Italie

Il existe un programme de coopération scientifique entre le gouvernement de la République italienne et l'Exécutif de la Communauté française de Belgique (signé en 1992) de même qu'un accord de coopération entre le gouvernement du Val d'Aoste et le gouvernement de la Communauté Wallonie-Bruxelles (en 1994), un accord entre celui-ci et République italienne en matière de production cinématographique (en 2000). La Wallonie honore l'accord culturel entre le Royaume de Belgique et la République italienne du 29 novembre 1948. La Wallonie est représentée au Val d'Aoste par une déléguée qui réside à la Délégation de la Communauté française et de la Région wallonne à Genève. des bureaux commerciaux sont ouverts à Milan, Thèmes prioritaires de la coopération:
Les thèmes directeurs de la politique menée sont la participation aux grandes foires et festivals italiens : Milan (design), Bologne (livre), Venise (cinéma, architecture, arts plastiques), la défense de la langue et littérature française avec des lecteurs de français dans les universités et instituts de traduction et des assistants de français dans des écoles secondaires, le soutien aux associations de professeurs de français en Italie, l'organisation de colloques et conférences avec l’ouverture et le développement de Centres d’études belges de langue française, notamment à Bologne, la coopération interuniversitaire, la diffusion des productions culturelles, des accords spécifiques avec le Val d'Aoste.

### Dans les deux Amériques

#### En Amérique du Nord
Québec C'est le pays avec lequel la Wallonie a signé le premier traité de coopération internationale en 1980. Une Déclaration commune portant sur la coopération économique  a été" signée en 1980, un accord de coopération entre le gouvernement du Québec et l’exécutif de la Communauté française en 1982. En 1999, un accord-cadre de coopération entre la Communauté Wallonie-Bruxelles, la Région wallonne et la Commission communautaire française a été  signé par les quatre chefs de gouvernement accompagné d’une déclaration bilatérale conjointe qui définit les axes prioritaires, une  entente relative à l'Agence Québec/Wallonie-Bruxelles de 1984 modifiée en 1999, remplacée par une nouvelle entente en 2000, qui intègre davantage les échanges de jeunes, une entente de coopération en matière linguistique entre le Conseil de la langue française du Québec et le Conseil et le Service de la Langue française de la Communauté française  en 1989, une Entente sur la distribution de films entre le Centre du Cinéma et de l’audiovisuel de la Communauté Wallonie-Bruxelles et la Société de développement des entreprises culturelles (SODEC) du Québec  en 1997, un Protocole d’entente sur la coopération en matière de cinéma et de production télévisuelle entre le Centre du cinéma et de l’audiovisuel de la Communauté française et la Société de développement des entreprises culturelles (SODEC) du Québec.

### En Afrique
La République démocratique du Congo est bien entendu le pays d'Afrique avec lequel la Wallonie et la Communauté Wallonie-Bruxelles a le plus d'affinités.
Le 9 décembre 2002, un accord a été signé entre la République démocratique du Congo, la Communauté  Wallonie-Bruxelles, la Région wallonne et la Commission communautaire française de la Région de Bruxelles-Capitale.